# 國際企業碩士
國際企業碩士（Master of International Business），是商學院提供的一種碩士學位。修業年限為1至2年，通常為全職進修。
課程設計，主要針對全球化商業環境、跨國企業、國際貿易、國際行銷、國際金融、全球物流供應鏈管理和跨國人才管理等；英語能力也是此學位畢業生的必備能力之一。
有時各校頒授的學位名稱會略有不同：Master of International Business；MIntBus、MIB、MSc International Management 或 Master of Business in International Business；MBus（IntBus），但課程大同小異。
臺灣雖然部分國立綜合大學設有國際企業系所，但所頒發的英文學位名稱卻多為MBA（企業管理碩士），主要是因為國際企業系所除重視理論訓練外，更側重實務教學，以期國際企業系所畢業學生能成為協助臺灣企業步向國際及因應國際情勢變化之專業經理人。

## 提供國際企業碩士學位之名校

### 英国
- 倫敦政治經濟學院

### 
- 澳洲國立大學
- 墨爾本大學
- 昆士蘭大學
- 雪梨大學

### 中華民國（臺灣）
- 國立臺灣大學
- 國立中山大學
- 國立臺北大學